# Kathedrale zu Casablanca
Die Kathedrale zu Casablanca (arabisch كاتدرائية الدار البيضاء, DMG Kātidrāʾiyyat al-Dār al-Bayḍāʾ, französisch: Cathédrale de Casablanca, auch: كنيسة القلب المقدس / Kanīsa al-qalb al-muqaddas, auf Deutsch Heilig-Herz-Kirche) ist eine ehemalige römisch-katholische Kirche in Casablanca (Marokko).

## Geschichte und Design
Im Jahr 1930 wurde die Kathedrale nach den Entwürfen des französischen Architekten Paul Tournon erbaut, der zuvor zahlreiche Kirchen in Frankreich gestaltet hatte. Sie diente als Gotteshaus für die während des französischen Protektorats in Marokko lebenden Christen, nachdem die Gemeinde vom in Marokko ansässigen Marschall Hubert Lyautey gegründet worden war. Nach der Unabhängigkeit Marokkos im Jahr 1956 verlor die Kathedrale ihre religiöse Funktion und wurde zu einer Schule und einem Kulturzentrum umgewandelt. Heute wird sie hauptsächlich als Ausstellungszentrum genutzt. 
Die Kathedrale ist im neugotischen Stil erbaut, wobei Elemente des Art déco sowie marokkanische Architektur und die experimentelle Verwendung von Fertigbeton integriert wurden. Die beiden Türme erinnern an Minarette von Moscheen, und die kleineren Fenster im oberen Bereich sind ebenfalls typisch für die islamische Architektur. Bei einem Aufstieg in die Türme eröffnet sich zudem ein beeindruckender Blick auf die außergewöhnlichen Stützpfeiler.

## Renovierung und Wiedereröffnung im Jahr 2023
Aufgrund von genereller Vernachlässigung war das Innere der Kirche in einem schlechten Zustand, wurde jedoch trotzdem gelegentlich für die Öffentlichkeit geöffnet. Dann bestand die Möglichkeit, die beiden Türme zu besteigen, von wo aus man eine gute Sicht auf die Stadt hat. Im November 2023 endeten umfangreiche, jahrelange Renovierungsarbeiten in einer großen Eröffnungszeremonie, an der unter anderem der Minister für Jugend, Kultur und Kommunikation Mehdi Bensaid, sowie Nabila Rmili, Bürgermeisterin der Stadt Casablanca, teilnahmen.